# صدای استریو

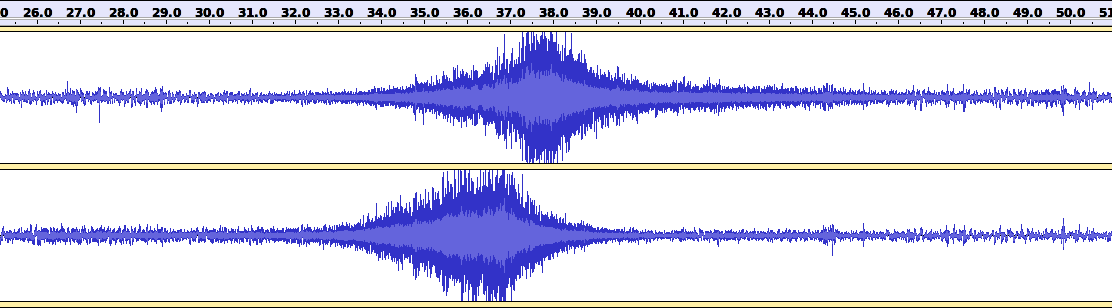
اختلاف زمانی در ضبط استریوفونیک از ماشینی که از کنار می‌گذرد

صدای چندآوا یا صدای ثابت آوایی (به انگلیسی: Stereophonic sound) یا به اصطلاح عوام، استریو (ثابت)، از شیوه‌های بازتولید صدا
است که برای شنونده توهمی از ژرف‌نمایی شنیداری ایجاد می‌کند. این کار معمولاً با استفاده از دو یا چند کانال صوتی مستقل از طریق پیکربندی دو یا چند بلندگو (یا هدفون چندآوا) در چنین مسیری به دست می‌آید، به نحوی که به نظر می‌رسد صدا از جهات مختلف منتشر می‌شود و شنونده به صورت طبیعی صدا را به صورت چند بعدی می‌شنود. پس صدای استریو همانگونه که شامل صداهای دوسویه با دو بلندگو یا دو کانال می‌شود، صداهای چهارگانه (کوادرافونیک) و صدای فراگیر (ساراند) را نیز در بر می‌گیرد و در برابر صدای مونو قرار می‌گیرد که صدا تنها از یک نقطه پخش می‌شود یا صدای تمام منابع صوتی یکسان است.

قرار دادن میکروفون استریو A-B

استریو برای اولین بار در نمایشگاهی در سالن اپرای پاریس در سال ۱۸۸۱ استفاده شد و در سال ۱۸۹۰ در فرانسه تجاری‌سازی شد.

## شیوه‌های تولید صدای استریو
برای تولید صدای استریو از ۲ شیوه استفاده می‌شود.

### ضبط استریو
در این شیوه در هنگام ضبط از ۲ میکروفون برای ضبط هر یک از خطوط صدا (چپ و راست) استفاده می‌شود. هر یک از خطوط به صورت مجزا ضبط می‌شود و همین خطوط در هنگام پخش از باند خود (چپ یا راست) پخش می‌گردد. این شیوه اصلی‌ترین روش ضبط صدای استریو است و به حقیقت بسیار نزدیک تر است.
در این شیوه ضبط از استانداردهای مختلفی استفاده می‌شود. مثل اختلاف فاز (A-B) یا اختلاف جهت که هر کدام مشخصات بسیار ظریفی دارند و شبکه‌های رادیویی مختلف هر کدام از یکی از شیوه‌ها به‌عنوان استاندارد استفاده می‌کنند. ولی در کل از لحاظ شنونده عادی تفاوت زیادی احساس نمی‌شود.

### ساخت به صورت دیجیتال
با پیشرفت تکنولوژی، روش‌های جدیدی جهت ایجاد بُعد برای صدا توسط نرم‌افزارهای کامپیوتری ایجاد شده‌است که در هنگام ساخت صدا در نرم‌افزار، با تعیین جهت برای صدا، نرم‌افزار به صورت خودکار، ۲ خط چپ و راست صدا را ایجاد می‌کند و بدین صورت حالت ۳ بعدی را برای صدا ایجاد می‌کند.